# Podbořany (nádraží)
Podbořany (německy Podersam) jsou železniční stanice v jihozápadní části stejnojmenného města v okrese Louny v Ústeckém kraji nedaleko Doláneckého potoka. Leží na neelektrizované jednokolejné trati Plzeň–Žatec, navíc jsou i konečnou stanicí sezónních vlaků z Kadaně/Kadaňského Rohozce (i když se trať 164 fyzicky napojuje už v Kašticích). Západně od budovy je umístěno též městské autobusové nádraží.

## Historie
Stanice byla otevřena 8. srpna 1873 při zahájení provozu trati společnosti Plzeňsko-březenská dráha (EPPK) v úseku z Plas přes Žabokliky do stanice Březno u Chomutova, čímž bylo dokončeno celistvé dopravní spojení s Plzní. Budova vznikla dle typizovaného stavebního vzoru.
Po zestátnění společnosti 1. července 1884 v Rakousku-Uhersku pak obsluhovala stanici jedna společnost, Císařsko-královské státní dráhy (kkStB), po roce 1918 pak správu přebraly Československé státní dráhy.

## Popis
Nacházejí se zde čtyři jednostranná nekrytá nástupiště, k příchodu k vlakům slouží přechody přes koleje. Ze stanice vychází několik vleček.